# کلیتون فریرا کروز
کلیتون فریرا کروز (به پرتغالی: Clayton Ferreira Cruz) مهاجم اهل برزیل است که در شهر São João do Paraíso و در تاریخ ۱۹ ژوئیهٔ ۱۹۷۵ به دنیا آمده‌است.
کلیتون فریرا کروز در تیم‌های فوتبال اتلتیکو مینیرو سابقهٔ حضور دارد.